# Đổng Vệ Dân
Đổng Vệ Dân (tiếng Trung giản thể: 董卫民, bính âm Hán ngữ: Dǒng Wèimín, sinh tháng 9 năm 1968, người Hán) là chính trị gia nước Cộng hòa Nhân dân Trung Hoa. Ông là Ủy viên dự khuyết Ủy ban Trung ương Đảng Cộng sản Trung Quốc khóa XX, hiện là Thường vụ Tỉnh ủy, Phó Bí thư Đảng tổ, Phó Tỉnh trưởng thường vụ Hồ Bắc. Ông từng là Tổng thư ký Tỉnh ủy Hồ Bắc.
Đổng Vệ Dân là đảng viên Đảng Cộng sản Trung Quốc, học vị Cử nhân Kỹ thuật, Thạc sĩ Triết học. Ông có sự nghiệp hơn 30 năm đều công tác ở quê nhà Hồ Bắc.

## Xuất thân và giáo dục
Đổng Vệ Dân sinh vào tháng 9 năm 1968 tại huyện Vũ Huyệt, nay là thành phố cấp huyện thuộc địa cấp thị Hoàng Cương, tỉnh Hồ Bắc, Cộng hòa Nhân dân Trung Hoa. Ông lớn lên và tốt nghiệp cao trung ở Vũ Huyệt, thi cao khảo vào năm 1986 và đỗ Học viện Công Hồ Bắc, nay là Đại học Công nghiệp Hồ Bắc, tới thủ phủ Vũ Hán nhập học vào tháng 9 cùng năm, tốt nghiệp cử nhân chuyên ngành thiết bị cấp công nghệ chế tạo cơ giới vào tháng 7 năm 1990. Vào tháng 9 năm 1996, ông theo học chương trình nghiên cứu sinh tại chức ở Đại học Sư phạm Hoa Trung về triết học khoa học kỹ thuật, nhận bằng Thạc sĩ Triết học vào tháng 11 năm 1999. Từ tháng 12 năm 2004 đến tháng 3 năm 2005, ông sang Anh tham gia chương trình học của Đại học Worcester. Đổng Vệ Dân được kết nạp Đảng Cộng sản Trung Quốc vào tháng 3 năm 1990 khi là sinh viên năm cuối trường Công nghiệp Hồ Bắc, ông từng tham gia khóa học cán bộ trung, thanh niên giai đoạn tháng 5–6 năm 1996; khóa tiến tu cán bộ cấp huyện giai đoạn tháng 9–10 năm 2000, đều tại Trường Đảng Thị ủy Hoàng Cương. Ngoài ra, ông cũng tham gia lớp tiến tu cán bộ tại Học viện Cán bộ Diên An của Bộ Tổ chức Trung ương Đảng Cộng sản Trung Quốc vào năm 2012.

## Sự nghiệp

### Các giai đoạn
Tháng 7 năm 1990, sau khi tốt nghiệp trường Công nghiệp Hồ Bắc, Đổng Vệ Dân được phân về Đoàn Thanh niên Cộng sản Trung Quốc của địa khu Hoàng Cương để công tác. Giai đoạn này ông từng được điều về trấn Tào Hà của huyện Kỳ Xuân để huấn luyện từ tháng 10 năm 1992 đến tháng 10 năm 1992, đến tháng 8 năm 1993 thì nhậm chức Phó Trưởng ban Học sinh. Vào tháng 12 năm 1994, ông giữ chức Trưởng ban Tổ chức Địa đoàn Hoàng Cương, Thành viên Đảng tổ Địa đoàn, sau đó sang năm 1998, khi địa khu Hoàng Cương được cải tổ thành địa cấp thị thì ông được thăng chức làm Phó Bí thư Thị đoàn, rồi tiếp tục thăng chức làm Bí thư Đảng tổ, Bí thư Thị đoàn Hoàng Cương vào tháng 11 năm 2001.
Cuối năm 2002, Đổng Vệ Dân được điều về huyện Hồng An, nhậm chức Phó Bí thư Huyện ủy, Huyện trưởng. Trong giai đoạn này, ông từng được điều tới huyện Vũ Nghĩa của tỉnh Chiết Giang để huấn luyện theo hình thức đồng thời là Huyện trưởng Hồng An, và cũng là Phó Bí thư Huyện ủy Vũ Nghĩa giai đoạn 6–9 năm 2003. Đến tháng 12 năm 2005, ông được bổ nhiệm làm Phó Sảnh trưởng Sảnh Tài nguyên đất Hồ Bắc, Thành viên Đảng tổ sảnh, sau đó 2 năm thì được điều về địa cấp thị Thập Yển, chỉ định vào Ủy ban Thường vụ Thị ủy, giữ chức Bộ trưởng Bộ Tổ chức. Ông cũng được điều phái lên Bộ Trung Tổ để giữ chức Phó Cục trưởng Cục Giám đốc cán bộ theo chương trình luân chuyển linh hoạt cán bộ giai đoạn tháng 3–12 năm 2010, sau đó trở lại Thập Yển giữ chức Phó Bí thư Thị ủy. Sang tháng 4 năm 2013, ông nhậm chức Bí thư Đảng tổ, Cục trưởng Cục Khai phát thăm dò địa chất khoáng sản Hồ Bắc kiêm Phó Sảnh trưởng Sảnh Tài nguyên đất Hồ Bắc, sau đó 1 năm thì chuyển chức làm Cục trưởng Cục Địa chất, vẫn tiếp tục là Phó Sảnh trưởng. Cuối năm này ông được điều về địa cấp thị Hoàng Thạch, giữ chức Phó Bí thư Thị ủy, Thị trưởng, rồi thăng chức làm Bí thư Thị ủy từ tháng 8 năm 2018. Đầu năm này, ông ứng cử và trúng cử là đại biểu của Hồ Bắc của Đại hội Đại biểu Nhân dân toàn quốc khóa XIII nhiệm kỳ 2018–23.

### Cấp cao
Tháng 3 năm 2021, Đổng Vệ Dân được bổ nhiệm làm Tổng thư ký Tỉnh ủy Hồ Bắc, rồi được bầu vào Ủy ban Thường vụ Tỉnh ủy, cấp phó tỉnh từ tháng 10 cùng năm. Ngày 31 tháng 3 năm 2022, ông được điều chuyển làm Phó Bí thư Đảng tổ Chính phủ Nhân dân tỉnh Hồ Bắc, rồi được bầu làm Phó Tỉnh trưởng thường vụ tỉnh. Cuối năm này, ông tham gia Đại hội Đảng Cộng sản Trung Quốc lần thứ XX từ đoàn đại biểu Hồ Bắc. Trong quá trình bầu cử tại đại hội, ông được bầu là Ủy viên dự khuyết Ủy ban Trung ương Đảng Cộng sản Trung Quốc khóa XX.